# Размер физической величины
Размер физической величины (size of quantity) — количественная определенность величины, присущая конкретному  объекту или явлению.  Следует отличать от размерности, в ряде изданий понятия размерности и размера смешаны, также как в термине «безразмерная величина», то есть величина без размера, хотя все величины имеют размер, а у безразмерных отсутствует именно размерность.
Размер физической величины не зависит от выбранной единицы или системы единиц. При измерении значения величины размер объекта измерения сравнивается с размером однородной величины, значению которой приписано определённое значение. Размеру единицы величины приписано значение 1.